# Ljudinovo
Ljudinovo' (in russo Людиново?) è una cittadina della Russia europea, nell'Oblast' di Kaluga, situata a 188 km da Kaluga sulle rive del lago Lompad.
Ricordata in un documento del 1626, ottenne lo status di città nel 1938 ed è capoluogo del rajon Ljudinovskij.